# Кастильйо-де-Вільямалефа
Кастильйо-де-Вільямалефа, Ел-Кастель-де-Віламалефа (ісп. Castillo de Villamalefa (офіційна назва), валенс. El Castell de Vilamalefa) — муніципалітет в Іспанії, у складі автономної спільноти Валенсія, у провінції Кастельйон. Населення — 102 особи (2010).

## Географія
Муніципалітет розташований на відстані близько 280 км на схід від Мадрида, 33 км на північний захід від міста Кастельйон-де-ла-Плана.
На території муніципалітету розташовані такі населені пункти: (дані про населення за 2010 рік)
- Беначера: 0 осіб
- Кастильйо-де-Вільямалефа: 67 осіб
- Седраман: 22 особи
- Ель-Кольядільйо: 9 осіб
- Ла-Гранелья: 0 осіб
- Мас-Кемадо: 0 осіб
- Масія-де-Аделантадо: 0 осіб
- Масія-де-ла-Лома: 2 особи
- Масія-де-Монтоліо: 0 осіб
- Масія-де-Негре: 0 осіб
- Масія-де-Роке-Чива: 0 осіб
- Масія-де-Ройо: 0 осіб
- Масія-дель-Посо: 2 особи
- Масія-дель-Прадо: 0 осіб

## Демографія
Динаміка населення (INE ):

## Галерея зображень

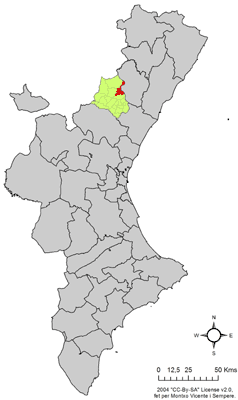
Розташування муніципалітету Кастильйо-де-Вільямалефа у автономній спільноті Валенсія
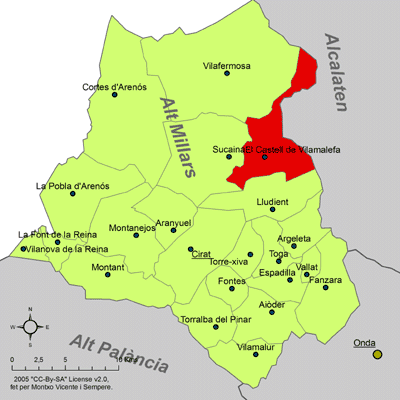
Розташування муніципалітету Кастильйо-де-Вільямалефа у комарці Альто-Міхарес